# Hephaestion

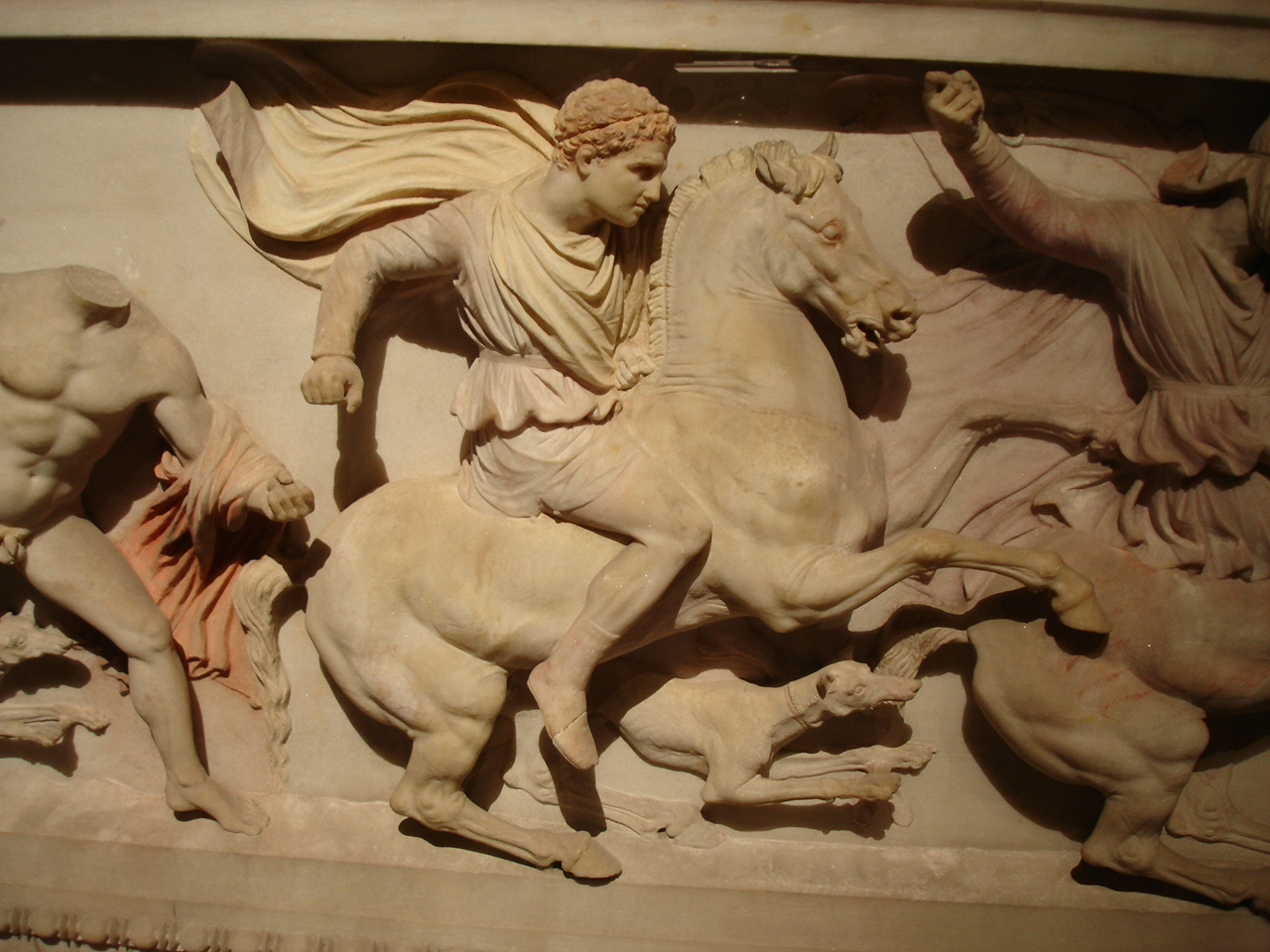
Hephaestion, detail van de zogeheten "Alexandersarcofaag", ca. 300 v.Chr.

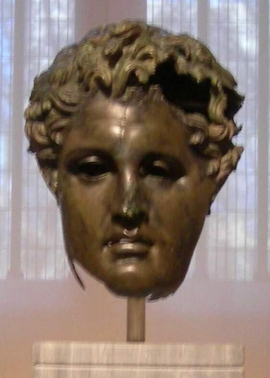
Hephaestion

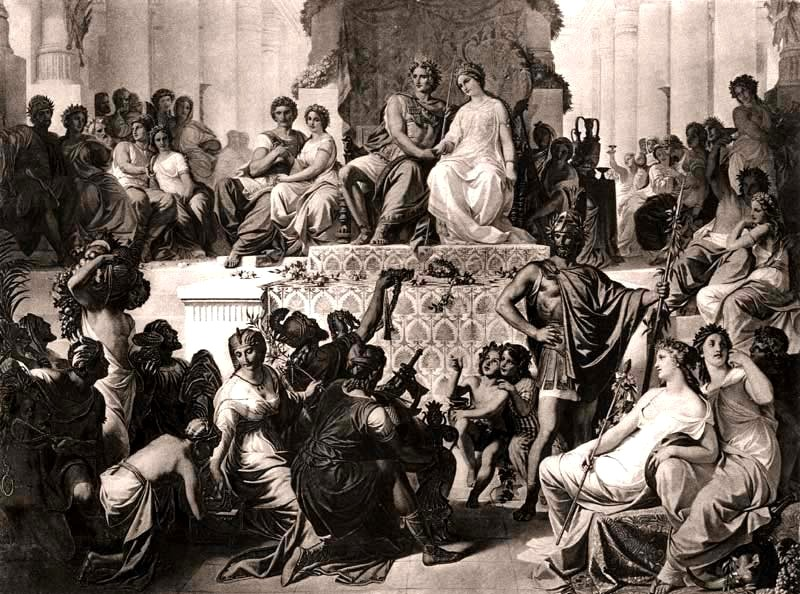
Het massahuwelijk te Susa, waarbij Alexander met Stateira trouwde en Hephaestion met Drypetis.

Hephaistion (Oudgrieks: Ἡφαιστίων) of Hephaestion (ca. 356 v.Chr. - herfst 324 v.Chr.) was een zoon van Amyntor, een Macedonisch aristocraat, vriend van Alexander de Grote en waarschijnlijk ook zijn geliefde.

## Leven

### Kindertijd
Over het algemeen wordt aangenomen dat Alexander Hephaestion al kende sinds hij een kleine jongen was. Volgens sommige verhalen kwam Hephaestion naar het paleis van Philippus om daar net als Alexander onderricht te krijgen van Aristoteles, samen met Ptolemaeus, Perdiccas en Philotas. Er wordt echter ook aangenomen dat Hephaestion enige jaren ouder was dan Alexander. Of zij dus daadwerkelijk dezelfde school volgden is onbekend. Ook het verhaal dat Alexander en Hephaestion melktanden of haarlokken uitwisselden als teken van vriendschap en in medaillons om hun nek droegen, is niet bevestigd. Wel bevestigd zijn de woorden van Ptolemaeus dat Alexander, hij die nooit een oorlog verloor, wel verslagen werd door de dijen van zijn vriend Hephaestion.

### Campagne in Azië
Hephaestion begeleidde vanaf het begin de campagne van Alexander in Azië, vechtend in de hetairoi of de Punt. Hephaestion vocht meestal rechts van Alexander, als beschermer en rechterhand. Na de dood van Philotas werd Hephaestion samen met Clitus bevelhebber over de hetairoi. Alexander benoemde Hephaestion ook tot chiliarch, bevelvoerder van duizend man.
Hephaestion was een bijzonder begaafde bevelhebber en blonk uit in logistiek.
Tijdens de Indische campagne nam Hephaestion opnieuw militaire verantwoordelijkheden op zich. Hij moest een rivier overbruggen en leidde een eskader van de Punt in de slag bij de Hydaspes. Bij de belegering van Peukeolatis (nu Hashnagar) voerde hij alleen het opperbevel en nam de stad met succes in na dertig dagen. Hij hoorde bij de beste vrienden van Alexander en was een generaal in diens leger. Hephaestion heeft alle veldslagen overleefd.

### Het bekende misverstand
Sisygambis, de Perzische koninginmoeder, verwarde naar verluidt de grotere Hephaestion met Alexander, die de excuses van Sisygambis aanvaardde en zei dat Hephaestion "ook Alexander is". Het incident wordt beschouwd als het eerste voorbeeld van de openbare emotionele intimiteit tussen de twee jongens.

### Extra informatie over Hephaestion
Met Hephaestion bootste Alexander een scène na waarbij ze de graven van Achilles en Patroclus bekransten.
Hephaestion heeft, net als alle andere goede vrienden en officieren van Alexander, te Susa moeten trouwen met een Perzische vrouw. Alexander trouwde met Stateira, de zus van Hephaestions vrouw Dryeptis, zodat hun kinderen neefjes zouden worden. Dit was hun grote droom, maar zo ver kwam het niet.

### Dood en begrafenis
Hephaestion is niet gestorven in een veldslag maar aan buiktyfus. Hij was ziek geworden en had zeer hoge koorts. De hofarts Philippus was achtergebleven bij een ander deel van het leger, zodat een andere dokter - Glaucias - zijn plaats had ingenomen. Hephaestion mocht een paar dagen niet eten maar toen de dokter even weg was at hij toch. Dat was de oorzaak van Hephaestions dood. Als eerbetoon liet Alexander de grootste brandstapel oprichten en de grootste offers ooit brengen. Alexander liet Glaucias terechtstellen wegens gebrek aan zorgvuldigheid. Sommigen zeggen dat Alexander niet ziek is geworden, maar gestorven is omdat hij niet kon leven zonder Hephaestion. Hij zou de wil om te leven hebben opgegeven.
Naar alle waarschijnlijkheid is de monumentale graftombe in Amphipolis die in 2009 werd 'herontdekt', en inmiddels volledig is blootgelegd, een in opdracht van Alexander de Grote gebouwd monument ter ere van zijn boezemvriend en geliefde Hephaestion.

## Antieke bronnen
- Claudius Aelianus, Varia Historia
- Arrianus, Anabasis Alexandri
- Quintus Curtius Rufus, Historia Alexandri Magni Macedonis
- Diodorus Siculus, Bibliotheca Historica
- Diogenes Laertius, Leven en leer van beroemde filosofen (Aristoteles)
- Diogenes van Sinope, Brieven
- Horatius, Epistulae
- Lucianus, Pro Lapsu
- Plutarchus, Parallelle Levens (Alexander, Eumenes)